# Jessy Matador
Jessy Kimbangi (Congo-Kinshasa, 27 oktober 1982), beter bekend als Jessy Matador, is een Congolese zanger en danser, die operereert vanuit Frankrijk als een van de vertolkers van het Coupé Decalé en Kuduro muziekgenre. Matador werd bekend bij het internationale publiek toen hij Frankrijk vertegenwoordigde in de finale van het Eurovisiesongfestival 2010. Het meest bekende nummer in de Nederlandstalige landen is Allez, ola, olé.

## Biografie

### Eurovisiesongfestival
Hij vertegenwoordigde Frankrijk op het Eurovisiesongfestival 2010 in de Noorse hoofdstad Oslo met zijn Franstalige nummer Allez, ola, olé. Hij eindigde op een 12de plaats, in een finale waar 25 landen aan deelnamen.

## Discografie
- 2008 - Afrikan New Style
- 2010 - Electro Soukous

### Singles
| Single met hitnotering(en) in de Vlaamse Ultratop 50 | Datum van verschijnen | Datum van binnenkomst | Hoogste positie | Aantal weken | Opmerkingen                |
| ---------------------------------------------------- | --------------------- | --------------------- | --------------- | ------------ | -------------------------- |
| Mini Kawoulé                                         | 2009                  | -                     |                 |              |                            |
| Allez, Ola, Olé                                      | 2010                  | 05-06-2010            | 4               | 8            |                            |
| Zumba he Zumba ha [Remix 2012]                       | 2012                  | 08-09-2012            | tip84*          |              | met DJ Mam's & Luis Guisao |